# Chery V5
La Chery V5 (nota anche come Chery Eastar Cross) è una monovolume prodotta dal 2006 al 2018 dalla casa automobilistica cinese Chery Automobile.
Dal 2015 al 2018, in occasione di un restyling, è stata venduta come Chery Arrizo M7.

## Storia
Presentata sotto forma di prototipo al salone di Pechino 2014 come Chery B14, in cui la sigla B14 indica il codice progettuale interno, la vettura è la prima monovolume della casa cinese che debutta in veste definitiva nel giugno 2006 al salone di Hangzhou ribattezzata Chery V525 ed entra in produzione nell’agosto del 2006 nello stabilimento di Wuhu in Cina con il nome di Chery V5.
La V5 viene progettata insieme alla Benteler e possiede una carrozzeria lunga 4662 mm, larga 1820 mm e alta 1590 mm con una monoscocca mista in acciai alto resistenziali nella zona frontale e acciai classici per il resto della struttura. È basata sullo stesso telaio della berlina Eastar a trazione anteriore e con motore anteriore mentre le sospensioni sono state progettate dalla Lotus Engineering e utilizzano uno schema a quattro ruote indipendenti con montante McPherson. Al lancio l’unico motore disponibile era un 2.4 benzina quattro cilindri di origine Mitsubishi con iniezione Multipoint erogante 129 cavalli abbinato ad un cambio manuale a 5 rapporti oppure ad un automatico a 4 rapporti. Poco dopo il debutto la gamma venne arricchita da un nuovo motore 2.0 Acteco (sviluppato internamente da Chery insieme alla AVL) quattro cilindri 16V erogante 138 cavalli con iniezione multipoint e fasatura variabile abbinato al cambio manuale a 5 rapporti o automatico a 4 rapporti. L’abitacolo era disponibile sia in versione cinque posti che a sei e sette posti su tre file di sedili.
La V5 venne esportata in Sud America e in Est Europa con il nome di Eastar Cross mentre nel Sud Est asiatico venne venduta semplicemente come Eastar MPV.
Nel 2008 in Cina la gamma viene rinnovata e adotta anche sul mercato locale la denominazione V5 Eastar Cross, inoltre il vecchio motore 2.4 Mitsubishi viene sostituito da un nuovo 1.8 16V Acteco quattro cilindri erogante 132 cavalli e 170 Nm di coppia massima a 4300 giri/min omologato Euro 4 affiancato da un nuovo 1.9 turbodiesel 16V Acteco quattro cilindri turbo da 126 cavalli e 271 Nm di coppia a 1500 giri/min abbinato ad un cambio manuale a sei rapporti.
Dal settembre 2008 viene assemblata anche in Malesia in complete knock down con kit inviati dalla Cina nello stabilimento di Johor Bahru con motore 2.0 Acteco a benzina e cambio manuale o automatico.
Nel settembre 2009 debutta un leggero restyling e sul mercato cinese viene ribattezzata Rely V5 dove Rely indica il nuovo sub brand creato da Chery per commercializzare le monovolume e i fuoristrada. Con questo restyling guadagna una nuova calandra cromata e nuovi rivestimenti interni oltre a rifiniture migliorate. La gamma motori resta composta dai benzina 1.8 e 2.0 e dal 1.9 turbo diesel. Nel 2011 riceve piccole modifiche meccaniche: nello specifico viene rivisto l’assetto e debuttano nuove sospensioni riviste con ammortizzatori che filtrano meglio le sconnessioni, debutta l’ESP e il controllo di trazione e lo sterzo è più reattivo.

### Restyling 2015: Chery Arrizo M7

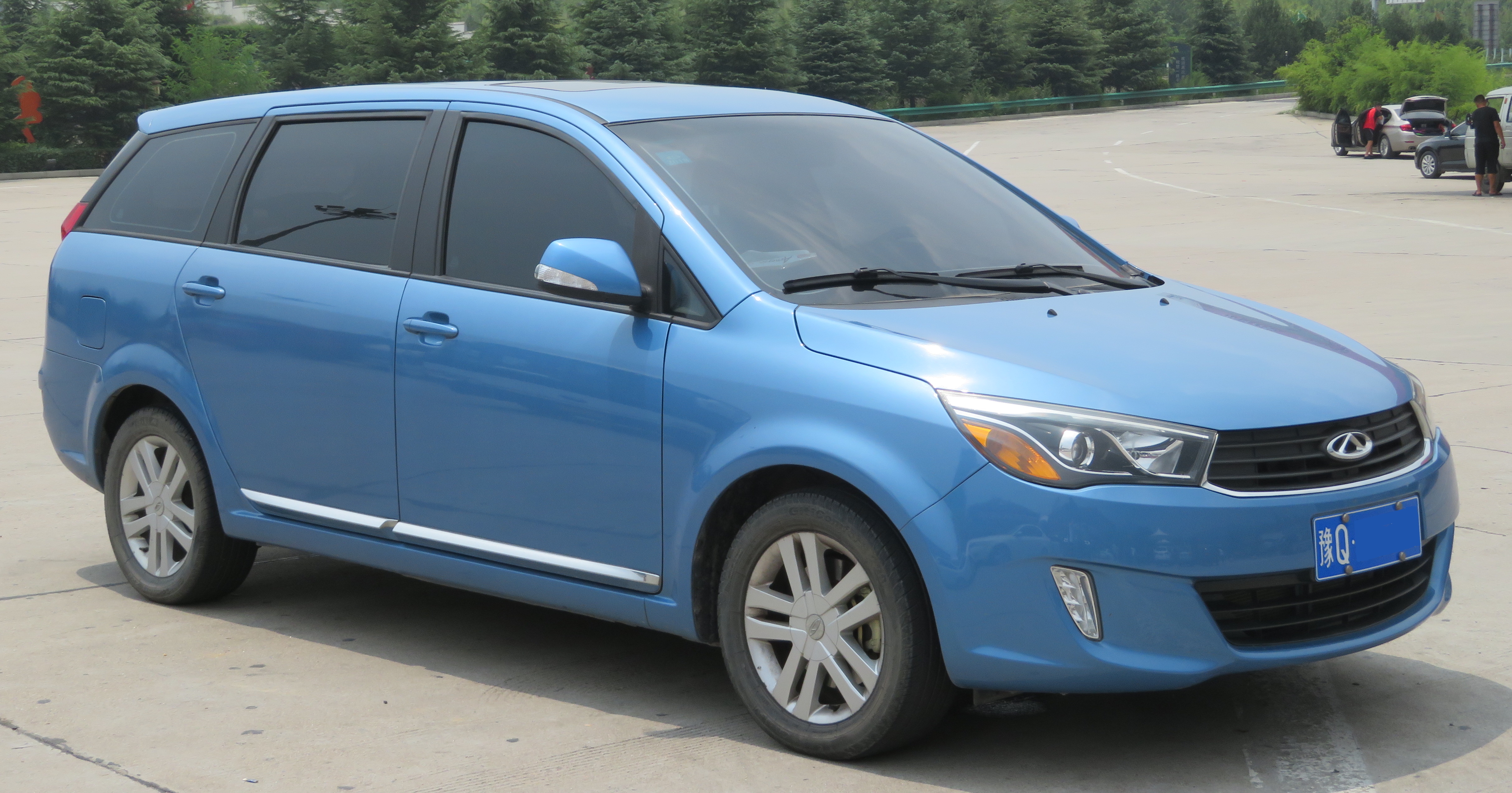
La Arrizo M7

Nell’aprile 2015 debutta un restyling importante e la vettura cambia nome in Arrizo M7; viene ridisegnato il frontale e la coda, quest’ultima con nuovi gruppi ottici orizzontali che intercorrono lungo tutto il baule, rinnovata anche la plancia disponibile con un nuovo sistema di infotainment touchscreen. La Arrizo M7 viene vendita in Malesia ribattezzata Chery Maxime. La gamma motori è composta dai vecchi benzina 1.8 e 2.0 quattro cilindri, il diesel esce di produzione. 
La produzione termina nel 2018.